# 國家郵政博物館
國家郵政博物館（英語：National Postal Museum）是美國一座以郵政為展示主題的博物館，位於華盛頓哥倫比亞特區、聯合車站的對面。

## 历史
國家郵政博物館由美國郵政署和史密森尼學會合作創建，於1993年開業。博物館所在的建築修建於1914年，曾經是華盛頓地區主要的郵局。博物館收藏有許多有關美國郵政服務和世界各地郵政的展示品，並且還收集有眾多郵票。2009年9月，博物館收到財務管理專家威廉·格羅斯（William H. Gross）的800萬美元捐助，為表紀念，博物館以他的名字命名了一個郵票畫廊。

## 外部連結
- National Postal Museum official website
- Arago: People, Postage & the Post（页面存档备份，存于）